# Ecologia teórica

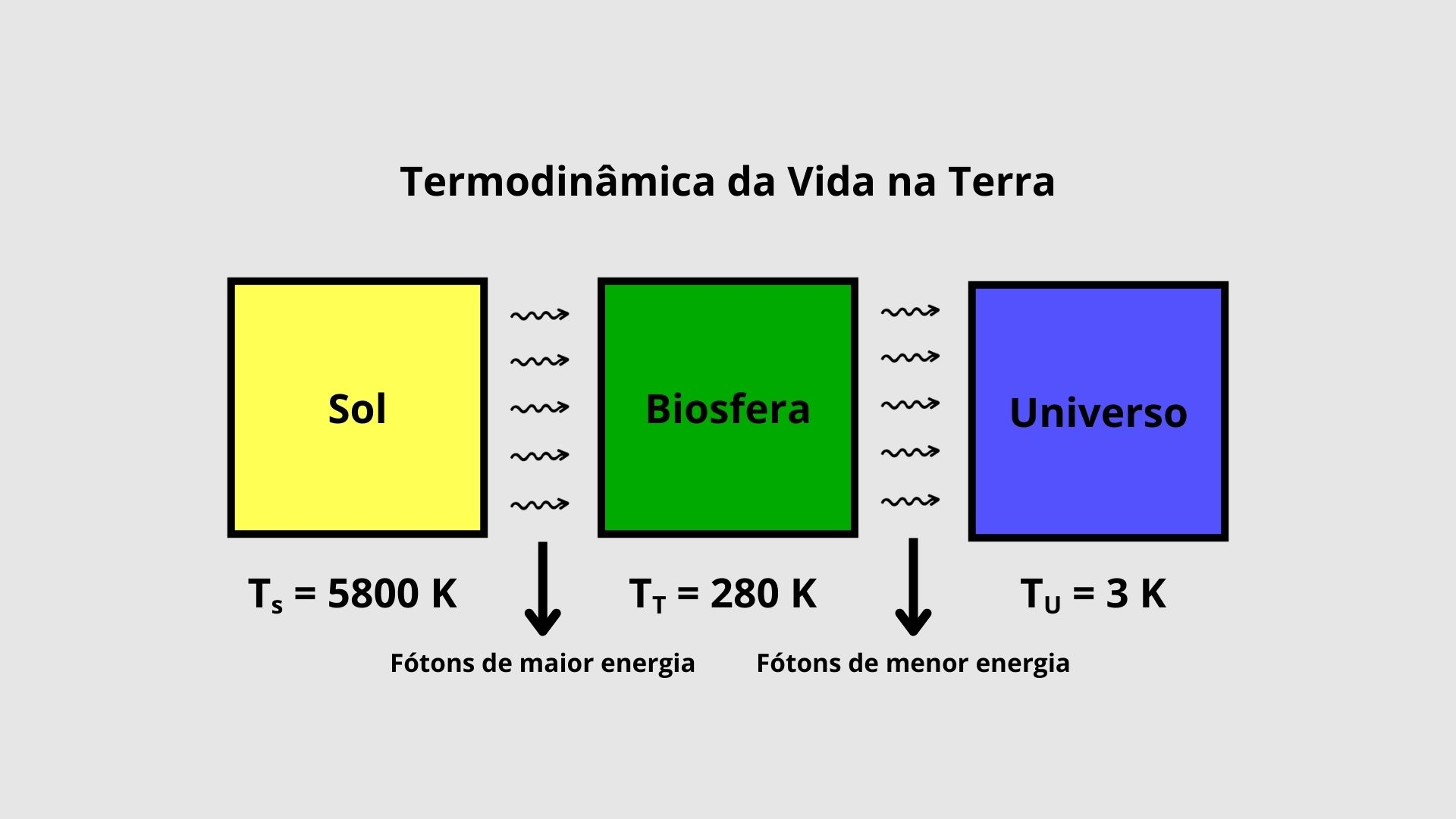
Modelo do Fluxo de Energia entre a Biosfera na Terra, sua principal fonte de energia (Sol) e o Universo.

Ecologia teórica é a abordagem ou subárea da Ecologia dedicada ao estudo de sistemas ecológicos usando métodos teóricos. A partir de pressupostos, analogias, modelos científicos, simulações computacionais e análise avançada de dados, ela produz e testa hipóteses sobre a montagem (assembly), estrutura e propriedades emergentes das populações, comunidades e ecossistemas. 
Modelos eficazes melhoram a compreensão do mundo natural ao revelar as condições e processos fundamentais de um determinado fenômeno biológico. Além disso, o campo visa unificar uma gama diversificada de observações empíricas, assumindo que processos comuns e mecanicistas geram fenômenos observáveis nos ambientes ecológicos. Com base em suposições simplificadoras, ecologistas teóricos são capazes de ter ideias novas e não intuitivas sobre os processos naturais. Os resultados teóricos são frequentemente verificados por estudos empíricos e observacionais, o que auxilia a pesquisa científica na área, revelando o poder dos métodos teóricos, tanto na previsão, quanto na compreensão de fenômenos tão diversos e com confundidores.

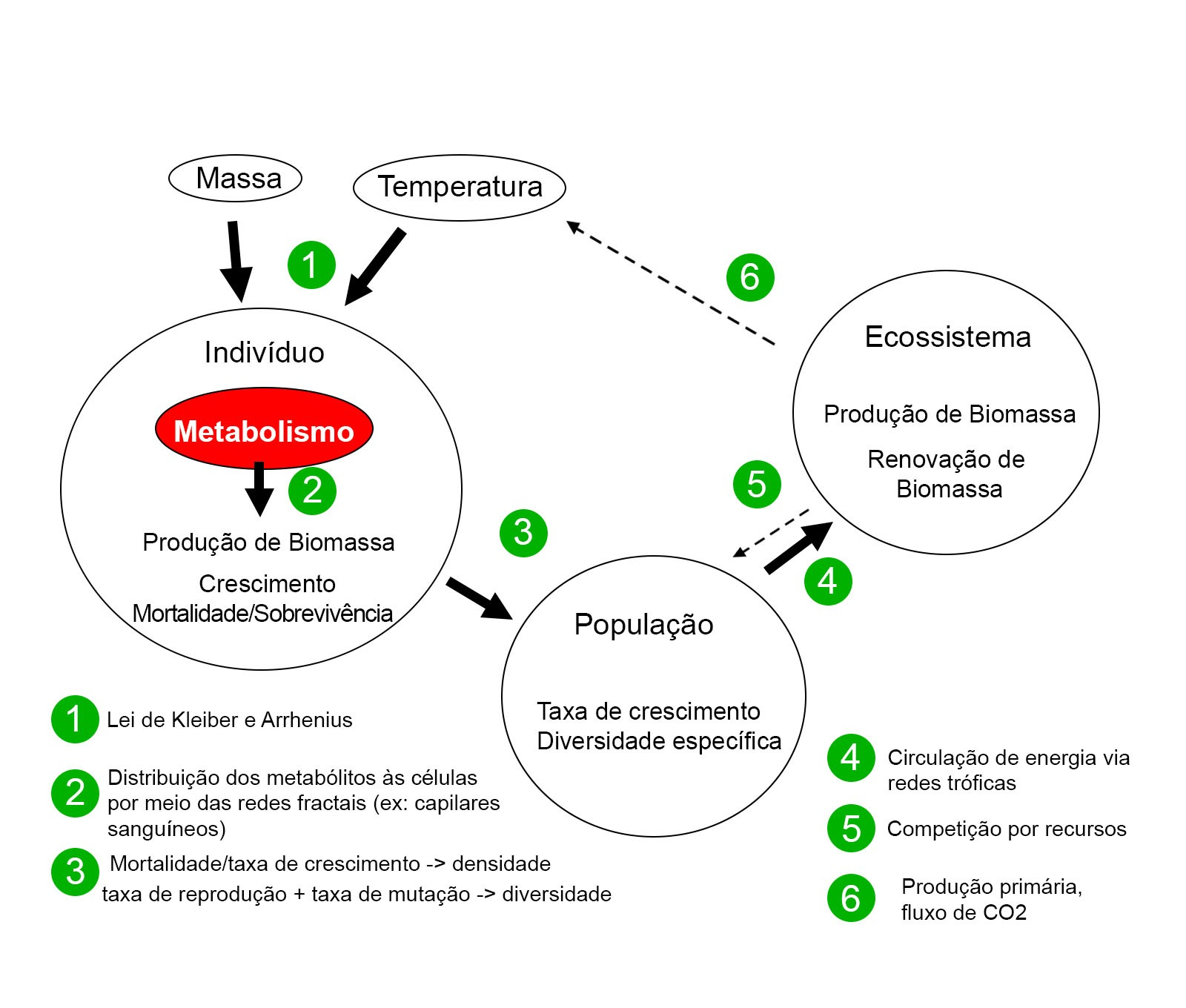
Diagrama de Ecologia Metabólica. Representação de como massa corporal e temperatura influenciam o metabolismo dos indivíduos (1), que por sua vez afeta a distribuição de metabólitos (2), a produção de biomassa, crescimento, mortalidade e sobrevivência. Esses fatores determinam a dinâmica das populações, incluindo densidade e diversidade (3), que se integram em ecossistemas por meio de redes tróficas (4) e competição por recursos (5). O ecossistema retroalimenta o sistema por meio da produção primária e do fluxo de carbono (6). Esquema traduzido da Wikimedia Commons do usuário Sduee

O campo é amplo e inclui fundamentos em matemática aplicada, ciência da computação, biologia, física estatística, biofísica, genética, química, evolução e biologia da conservação. A ecologia teórica visa explicar uma gama de fenômenos nas ciências da vida, como crescimento e dinâmica populacional, comportamento animal, teias alimentares, ecossistemas, ecologia espacial e os efeitos das mudanças climáticas.
É importante ressaltar que essas ferramentas modernas fornecem previsões quantitativas sobre os efeitos das mudanças ambientais induzidas pelo homem em uma grande variedade de fenômenos ecológicos, como invasões de espécies, mudanças climáticas, o efeito da pesca e da caça na estabilidade da rede alimentar e o ciclo do carbono. Atualmente, essa subárea da Ecologia constitui uma das principais fontes de informação para políticas públicas baseadas em evidências, sobretudo no que tange conservação da biodiversidade e exploração sustentável de recursos naturais.

## História
As abordagens e métodos da ecologia teórica provêm, em grande parte, de estudos em matemática aplicada e biofísica, como a Equação de Lotka-Volterra, em 1925. Porém, até meados do século XX, conceitos "organicistas", ou seja, que os organismos são coordenados para manter os ambientes funcionando, como um "superorganismo", predominavam na História da Ecologia, sendo considerada teleológica e tornando difícil o desenvolvimento de hipóteses testáveis. Com isso, a maior parte dos estudos ecológicos se baseava na descrição de casos e fenômenos, até que alguns autores, como Lindeman e Novikoff, no início da década de 40, começaram a descrever as características das comunidades e ecossistemas como consequência das interações dos indivíduos entre si e com seu ambiente, definindo-as como "redes biofísicas" cujos componentes não tem como "finalidade" manter essas redes de interação, o que mais tarde seria incorporado às teorias de sistemas complexos como emergência.
Segundo alguns autores, a Ecologia Moderna e sua subárea em questão teriam início a partir em 1948, com a publicação do artigo "Sistemas de Causalidade Circular em Ecologia" (Circular Causal Systems in Ecology), do ecólogo George Evelyn Hutchinson (que teve como alunos grandes ecólogos teóricos, como Robert MacArthur). O motivo disso é que, diferentemente de trabalhos anteriores, nele o autor coloca os sistemas ecológicos não só como entidades que são resultado das interações de seus componentes bióticos e abióticos, como também redes nas quais quaisquer efeitos sobre algum desses componentes gera um efeito em todos os demais, e vice-versa.
Utilizando-se de diversos exemplos de ciclos biogeoquímicos e demográficos, as ideias de Hutchinson trouxeram credibilidade para uma abordagem teórica da Ecologia. Com isso, as metáforas e descrições finalistas dos sistemas ecológicos passaram a ter uma função heurística, valorizando-se trabalhos em Ecologia com fins mais pragmáticos e etiológicos. Nesse contexto, a partir do avanço teórico e técnico vislumbrado entre o fim do século XX e início do XXI, a abordagem de redes ecológicas se tornou crescente, bem como o papel importante das forças que atuam no sentido top-down ("de cima para baixo", como do nível do ecossistema até o indivíduo), e não só no sentido tradicional bottom-up ("de baixo para cima", como do DNA dos organismos até o ecossistema), para a montagem das interações ecológicas, a evolução dos indivíduos e assim por diante.

## Ecologia de Populações
A ecologia de populações é um subcampo da ecologia que trata da dinâmica das populações de espécies e de como essas populações interagem com o meio ambiente .  É o estudo de como o tamanho populacional  muda ao longo do tempo e do espaço. Foi um dos primeiros aspectos da ecologia a ser estudado e modelado matematicamente.

### Crescimento exponencial
O crescimento exponencial é um modelo de dinâmica populacional que depende apenas do tamanho da população e da taxa de crescimento do organismo. Ela pode ser representada pela seguinte equação exponencial: 
{\displaystyle N(t)=N(0)\ e^{rt}}
Essa trajetória, descrita pela equação, é conhecida como crescimento malthusiano, em homenagem a Thomas Malthus, que descreveu pela primeira vez sua dinâmica em 1798. Uma população que experimenta crescimento Malthusiano segue uma curva exponencial, onde {\displaystyle N(0)} é o tamanho inicial da população. A população cresce quando {\displaystyle r>0} e diminui quando {\displaystyle r<0}. O modelo é mais aplicável em casos onde alguns organismos começaram uma colônia e estão crescendo rapidamente sem quaisquer limitações ou restrições que impeçam seu crescimento (por exemplo, bactérias inoculadas em meios ricos).

### Crescimento logístico
O crescimento logístico nasce através de uma  modificação simples do crescimento exponencial, assume-se que a taxa de crescimento intrínseca varia com o tamanho da população. Isso é razoável: quanto maior o tamanho da população, menos recursos disponíveis, o que pode resultar em uma menor taxa de natalidade e maior taxa de mortalidade.
A equação diferencial que incorpora essas mudanças é dada por:
{\displaystyle {\frac {dN(t)}{dt}}=((b-aN(t))-(d-cN(t)))N(t)}
Isto pode ser reescrito como: 
{\displaystyle {\frac {dN(t)}{dt}}=rN(t)\left(1-{\frac {N}{K}}\right)}
onde {\displaystyle r=bd} e {\displaystyle K=(bd)/(a+c)}.

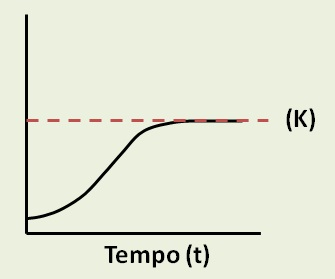
Crescimento logístico atingindo a capacidade de suporte (K)

O significado biológico de K se torna aparente quando as estabilidades dos equilíbrios do sistema são consideradas. A constante {\displaystyle K} é a capacidade de suporte da população. Os equilíbrios do sistema são {\displaystyle N=0} e {\displaystyle N=K}. Se o sistema for linearizado, pode-se observar que {\displaystyle N=0} é um equilíbrio instável enquanto {\displaystyle K} é um equilíbrio estável. 

### Crescimento populacional estruturado
Outra suposição do modelo de crescimento exponencial é que todos os indivíduos dentro de uma população são idênticos e têm as mesmas probabilidades de sobreviver e se reproduzir. Esta não é uma suposição válida para espécies com histórias de vida complexas. O modelo de crescimento exponencial pode ser modificado para levar isso em conta, rastreando o número de indivíduos em diferentes classes etárias (por exemplo, crianças de um, dois e três anos) ou diferentes classes de estágios (juvenis, subadultos e adultos) separadamente, e permitindo que os indivíduos em cada grupo tenham suas próprias taxas de sobrevivência e reprodução. A forma geral deste modelo é dada por:
{\displaystyle \mathbf {N} _{t+1}=\mathbf {L} \mathbf {N} _{t}}
Na qual N t é um vetor do número de indivíduos em cada classe no tempo t e L é uma matriz que contém a probabilidade de sobrevivência e fecundidade para cada classe. A matriz L é chamada de matriz de Leslie para modelos estruturados por idade e de matriz de Lefkovitch para modelos estruturados por estágio.
Se os valores dos parâmetros em L forem estimados a partir de dados demográficos de uma população específica, um modelo estruturado pode ser usado para prever se essa população deverá crescer ou diminuir no longo prazo e qual será a distribuição etária esperada dentro da população. Isto foi feito para uma série de espécies, incluindo tartarugas marinhas cabeçudas e baleias francas.  

### Atualidades sobre ecologia de populações

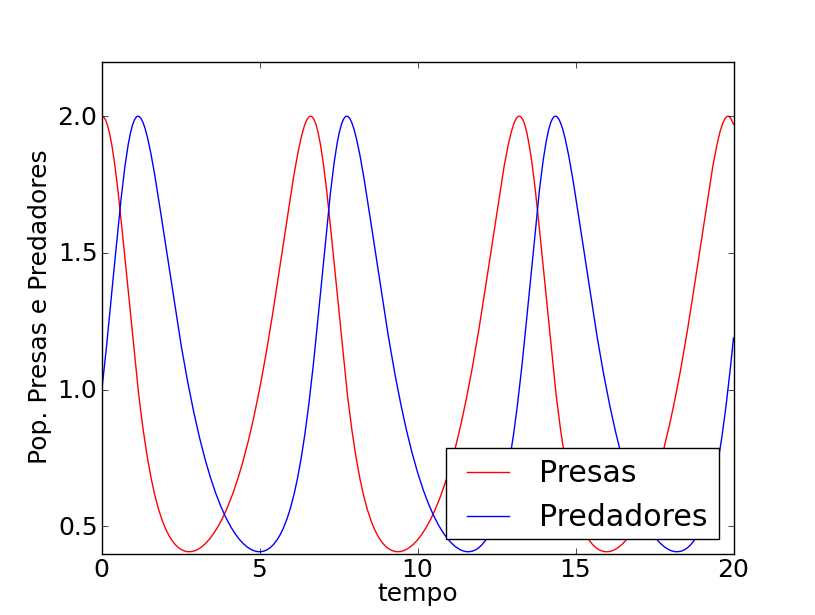
Predadores e presas em equilíbrio segundo modelagem de Lotka-Volterra

A ecologia de populações possui aplicações práticas no cotidiano, visando a melhoria de processos que envolvem populações distintas. Segundo estudos do Instituto Biológico, as joaninhas estão sendo usadas como controle biológico em lavouras contra os pulgões para diminuir a população desses afídeos que se alimentam de hortaliças como Alface e Couve. Tal controle limita o uso de produtos químicos na plantação Isso exemplifica uma interação predador presa que segue um modelo de Lotka Volterra segundo o qual as populações entram em um equilíbrio. 

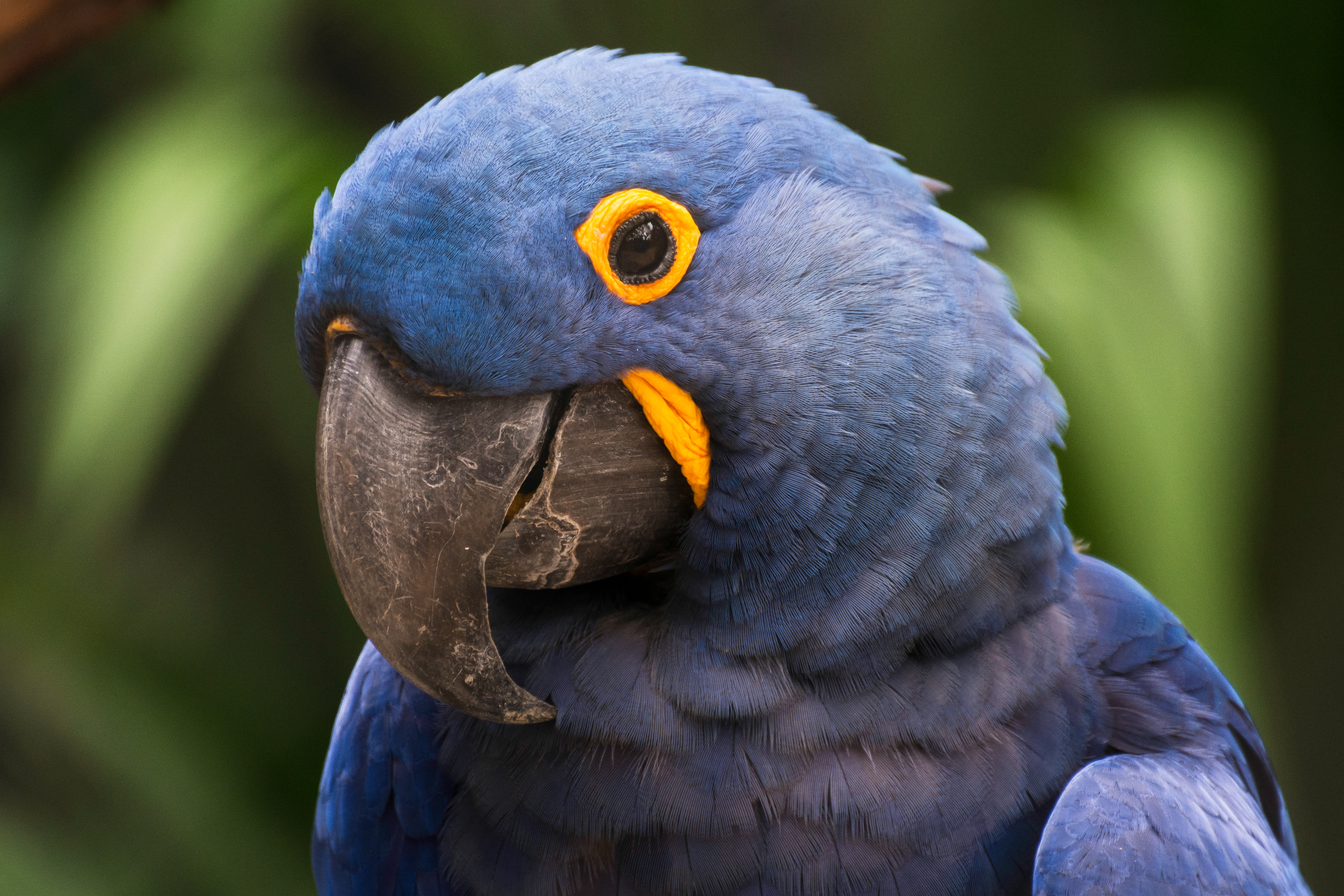
A arara azul (Anodorhynchus hyacinthinus) é uma ave nativa do Brasil. Atualmente é considerada "Vunerável" segundo a IUCN

Outro exemplo de uso de ecologia de populações é para a análise de tamanho, taxa de natalidade ou mortalidade e viabilidade populacional, a fim de orientar as estratégias de conservação e reintrodução da espécie na natureza. Isso acontece com diversas espécies ameaçadas para conservar sua biodiversidade e evitar que sua população entre em um  gargalo populacional. A arara azul é um desses exemplos dos quais há um esforço governamental e científico para a sua conservação. Esses estudos visam a conservação da população de araras azuis nativas, mas principalmente no Pantanal que abriga a maior biodiversidade da espécie.

## Ecologia Evolutiva
A Ecologia Evolutiva é a área que busca relacionar Ecologia e Biologia Evolutiva. A relação é fácil de ser estabelecida, uma vez que a Biologia Evolutiva se relaciona praticamente com todas as demais áreas da Biologia. Esse fato foi evidenciado por Theodosius Dobzhansky, biólogo geneticista que em 1973 publicou um artigo bastante contundente com o título "Nada em Biologia faz sentido exceto à luz da Evolução". Descrever as interações ecológicas e colocá-las em um contexto evolutivo, buscando entender como essas interações influenciam a aptidão (medida em termos de sobrevivência e reprodução) é tarefa da Ecologia Evolutiva.

### Evolução em ambientes heterogêneos
A migração é um fenômeno que desperta bastante interesse dos ecólogos. Afinal, todas as espécies, plantas ou animais, migram, embora esse fato seja mais claro no caso dos animais. E, além de ser um fenômeno recorrente, ela pode estar diretamente associada ao sucesso ou não de uma espécie em um ambiente. A quase totalidade dos ambientes é heterogênea, isto é, não é uniforme, como uma floresta numa região montanhosa, onde a região na base de uma montanha é diferente do topo. A migração torna-se, então, dependente de fatores intrínsecos do organismo, como a capacidade de migrar em uma direção, e também de fatores do ambiente, que vão desde a topografia até a densidade populacional de uma espécie concorrente. A fim de entender como se dá a migração e, consequentemente, a evolução, os ecólogos propuseram modelos que descrevem como as estratégias individuais, os padrões ambientais, as densidades populacionais e outros fatores, bióticos ou abióticos, influenciam esses processos. Um desses modelos é atribuído a Richard Levins e foi proposto na década de 1960. O modelo faz distinção entre dois padrões de ambientes heterogêneos, um sendo chamado de "fine-grained" ou granulação fina e o outro de "coarse-grained" ou granulação grossa. Nos ambientes de granulação fina, a migração ocorre frequentemente e não é direcionada, ela é inevitável. Já nos ambientes de granulação grossa, a migração é direcionada, intencional e pode ser evitada. Estudos que desenvolveram esse modelo trouxeram novas ideias sobre como a heterogeneidade dos ambientes aumenta ou diminui a diversidade de espécies.

### Variação intraespecífica
Outro tema bastante trabalhado e que vem ganhando espaço nas discussões de Ecologia Evolutiva é a variação intraespecífica, isto é, a variação entre indivíduos de uma mesma espécie. Uma das razões para o crescente interesse nesse tema é o fato de que para alguns autores especiação é sinônimo de especialização reprodutiva. Em 2012, Sasha Dall e colaboradores publicaram um artigo de revisão no qual sintetizaram trabalhos de três diferentes perspectivas: especialização de nicho ecológico individual, divisão de trabalho em sociedades de insetos sociais e variação de personalidade animal. Essas três linhas de pesquisa trazem diferentes ideias, embora todas tenham algo em comum: estão interessadas em entender as variações individuais. A linha da especialização de nicho ecológico individual traz a atenção para os aspectos ecológicos da variação, como a competição por recursos e o forrageio. A da divisão de trabalho em sociedades evidencia a importância das interações sociais. E a da personalidade animal, por sua vez, chama a atenção para fatores como o comportamento de cortejo sexual.

## Ecologia Comportamental
A ecologia comportamental investiga a evolução do comportamento animal em resposta às pressões ambientais, integrando princípios da biologia evolutiva, da ecologia e da teoria dos jogos. Essa teoria busca compreender como decisões individuais, relacionadas à alimentação, reprodução e/ou socialização, contribuem para a sobrevivência e o sucesso reprodutivo dos organismos. 
Em 1963, o etologista e ornitólogo, Niko Tinbergen, propôs que o estudo do comportamento animal deveria responder a quatro tipos distintos de perguntas: a causa imediata (mecanismos que provocam o comportamento), o desenvolvimento (como o comportamento se molda ao longo da vida), a função adaptativa (como contribui para a sobrevivência e reprodução) e a evolução (como o comportamento surgiu ao longo da história evolutiva). Assim, o comportamento deveria ser analisado tanto em termos "proximate", como os estímulos e mecanismos subjacentes, quanto em termos "ultimate", considerando sua função evolutiva e histórica. A ecologia teórica oferece, nesse contexto, modelos matemáticos e conceituais que permitem prever padrões comportamentais em diferentes contextos ecológicos, tornando‑se uma ferramenta fundamental para identificar os mecanismos adaptativos que moldam as estratégias comportamentais.

### Teoria de Forrageamento Ótimo
Semelhantemente a um sistema econômico no qual os indivíduos e empresas tomam decisões sobre a alocação de seus recursos (como dinheiro, tempo, etc.) para maximizar benefícios ou lucros, na ecologia, os animais estabelecem formas de alocar recursos limitados, como tempo, energia e habilidades (e.g., capacidades de forrageamento, tempo disponível para busca de alimento), para maximizar benefícios adaptativos, como ganhos energéticos ou sucesso reprodutivo.
O pioneiro no uso de modelos matemáticos na ecologia para quantificar esses tipos de trade-offs (benefícios, trocas ou compensações) foi Robert MacArthur, que aplicou pela primeira vez a ideia de escolha ótima no contexto do comportamento de forrageamento. O argumento para o uso de modelos de optimalidade na ecologia comportamental é que a seleção natural é um agente de otimização, ou seja, favorece características de design dos organismos que melhor promovem a propagação dos genes de um indivíduo para as futuras gerações. Padrões de comportamento claramente contribuem para esse objetivo final, então espera-se que os indivíduos sejam projetados de forma eficiente para forrageamento, evitando predadores, escolhendo parceiros, criando os filhos, e assim por diante. Os modelos de optimalidade têm três componentes: (i) uma suposição sobre as escolhas que o animal enfrenta (por exemplo, tipo de presa); (ii) uma suposição sobre o que está sendo maximizado (por exemplo, taxa de ganho de energia); e (iii) uma suposição sobre as restrições (por exemplo, tamanho do bico, velocidade de busca). Se o modelo falhar em prever o comportamento observado, pode-se utilizar as discrepâncias para ajudar a identificar qual das suposições estava incorreta.

#### Uso Ótimo de Ambientes em Manchas de Habitat
A teoria do uso ótimo de ambientes em mancha (patchy) formulada por MacArthur e Pianka em 1966, propõe que os animais selecionam suas presas ou áreas de alimentação (patches) de modo a maximizar a eficiência na obtenção de alimento. Para descrever esse comportamento, os autores desenvolveram o seguinte modelo matemático, baseado na relação entre o tempo gasto na busca e o tempo gasto na captura e no consumo dos recursos:
No contexto da escolha de presas, o tempo total necessário para consumir um organismo é dado pela fórmula:
{\displaystyle {\text{Tempo total}}={\text{tempo de busca}}+{\text{tempo de perseguição e captura}}}
Quando um animal decide se deve incluir uma nova presa em sua dieta, ele avalia o impacto de duas variações: a redução no tempo de busca, devido ao aumento na variedade de presas, e o aumento no tempo de perseguição e captura, caso a nova presa seja mais difícil de capturar. O modelo sugere que uma presa deve ser incluída enquanto:
{\displaystyle \Delta t_{\text{busca}}>\Delta t_{\text{perseguição}}}
ou seja, enquanto a diminuição no tempo de busca ({\displaystyle \Delta t_{\text{busca}}}) for maior que o aumento no tempo de perseguição ({\displaystyle \Delta t_{\text{perseguição}}}). O ponto ótimo é atingido quando a redução no tempo de busca se iguala ao aumento no tempo de perseguição:
{\displaystyle \Delta t_{\text{busca}}=\Delta t_{\text{perseguição}}}
De forma análoga, no caso do uso de patches, o animal precisa decidir se vale a pena incorporar novas áreas ao seu itinerário. A decisão se baseia na comparação entre a redução no tempo de deslocamento ({\displaystyle \Delta t_{\text{viagem}}}) e o aumento no tempo de caça dentro do novo patch ({\displaystyle \Delta t_{\text{caça}}}). Um novo patch deve ser incorporado se:
{\displaystyle \Delta t_{\text{viagem}}>\Delta t_{\text{caça}}}
e o itinerário ótimo ocorre quando:
{\displaystyle \Delta t_{\text{viagem}}=\Delta t_{\text{caça}}}
Assim, o animal maximiza sua eficiência de forrageamento ao equilibrar o tempo investido em viajar e explorar novos patches.

#### Teorema do Valor Marginal
De forma complementar à teoria de uso ótimo de ambientes em manchas, Eric Charnov propôs, em 1976, o Teorema do Valor Marginal (Marginal Value Theorem), um modelo amplamente utilizado para descrever a decisão ótima de quando um animal deve abandonar uma mancha explorada e se deslocar para outra. O teorema assume que o ganho energético por unidade de tempo diminui progressivamente à medida que o animal consome os recursos disponíveis em uma mancha. Assim, o tempo ótimo de permanência é atingido quando a taxa marginal de ganho dentro da mancha (isto é, o ganho adicional por mais tempo gasto ali) se iguala à taxa média de ganho energético no ambiente, considerando também o tempo de deslocamento entre manchas. Se o animal permanecer além desse ponto, sua eficiência global de forrageamento diminui.
Dessa forma, temos a taxa média de ganho energético representada por:
{\displaystyle {\text{Ganho médio}}={\frac {E(t)}{t+t_{\text{viagem}}}}}
onde:
{\displaystyle E(t)} é o ganho energético acumulado ao longo do tempo {\displaystyle t} na mancha;
{\displaystyle t_{\text{viagem}}} é o tempo necessário para se deslocar até a próxima mancha.
O teorema afirma que o tempo ótimo de permanência ocorre quando a derivada da função de ganho energético, isto é, o ganho marginal na mancha, se iguala à taxa média de ganho energético total no ambiente:
{\displaystyle {\frac {dE}{dt}}={\frac {E(t)}{t+t_{\text{viagem}}}}}
Em outras palavras, o animal deve deixar a mancha no momento em que o acréscimo de energia por mais tempo de forrageamento não supera mais a média energética que ele obteria explorando o ambiente como um todo.

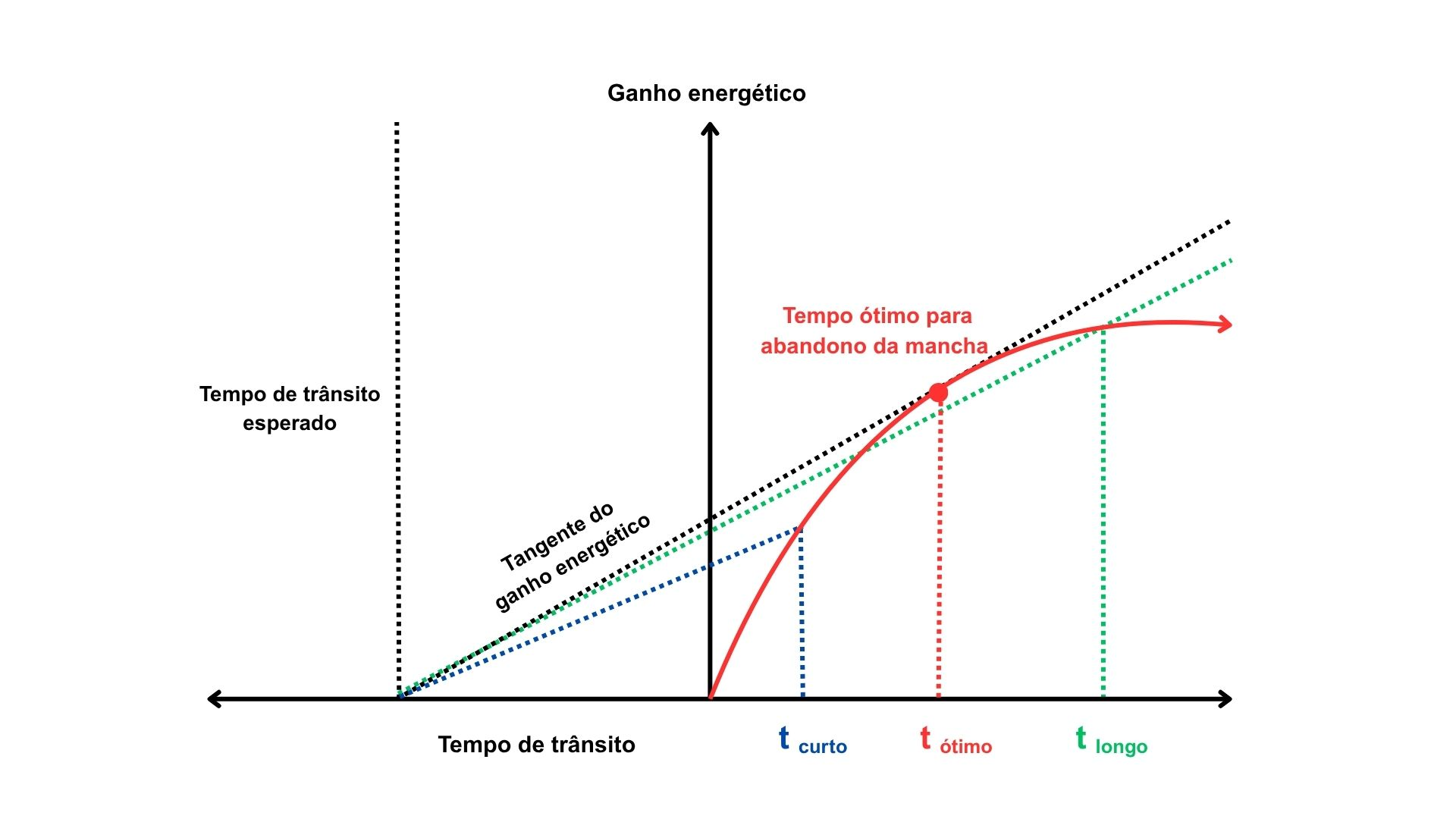
O tempo ótimo de permanência em uma mancha (patch) é determinado pela tangente à curva do ganho energético que parte do valor correspondente ao tempo de deslocamento esperado. Qualquer outra linha que cruze a curva de ganho energético apresenta uma inclinação menor e, portanto, uma taxa de obtenção de recursos subótima. Adaptado de Begon et al. 2006.

A teoria prevê ainda que, em ambientes ricos em recursos, a estratégia ótima tende à especialização, com o animal focando em poucos tipos de presas ou manchas de alta qualidade. Já em ambientes pobres, a estratégia generalista, com aceitação de uma maior variedade de presas ou manchas, torna-se mais vantajosa. Ademais, fatores como a competição entre indivíduos também podem modificar as estratégias ótimas de forrageamento, influenciando o grau de seletividade dos animais.

#### Teoria do Habitat Ideal Livre (Ideal Free Distribution– IFD)
Buscando complementar modelos de decisão ótima no forrageamento, diversas outras teorias foram desenvolvidas para explicar como os animais selecionam habitats ou áreas de alimentação de maneira a maximizar sua aptidão. Esses modelos consideram, além do balanço energético, fatores como a densidade populacional.
A Teoria do Habitat Ideal Livre (Ideal Free Distribution), proposta por Fretwell em 1972 , descreve a forma como indivíduos se distribuem entre diferentes manchas de habitat em função da qualidade de recursos disponíveis e adequação ao habitat. O modelo parte de alguns pressupostos: os animais são livres para se movimentar entre as manchas (livres), possuem conhecimento perfeito da qualidade de cada área (ideais) e têm igual capacidade competitiva.

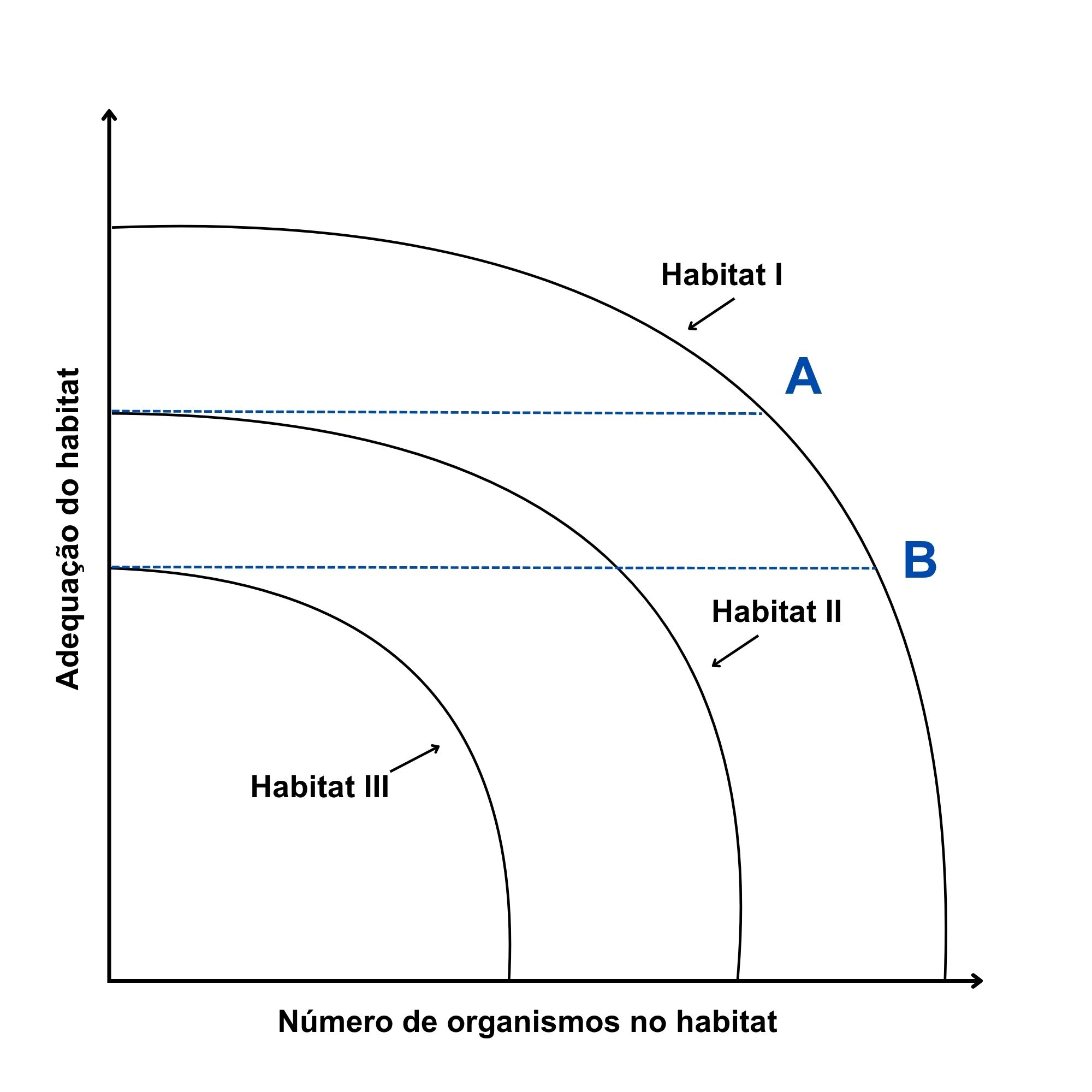
Representação gráfica da Teoria Ideal Livre. Os primeiros seres que chegam à área entram no habitat I, o local com a densidade inicial mais alta de recursos. A atividade de forrageamento reduz a adequação do habitat até o ponto A, quando a adequação se iguala entre os habitats I e II. Os forrageadores passam a utilizar ambos os habitats até que alcancem a adequação B, que é igual à qualidade inicial do habitat III. Nesse ponto, novo forrageadores passarão a ocupar qualquer um dos três habitats. Adaptado do livro Distribution Ecology (2013)'.

Segundo essa teoria, os indivíduos se distribuirão de modo que a taxa de obtenção de recursos (e, por consequência, a aptidão) seja a mesma para todos os patches ocupados. À medida que mais indivíduos se acumulam em patches de alta qualidade, a competição local reduz sua atratividade relativa, favorecendo a redistribuição em patches de menor qualidade. Esse equilíbrio é atingido quando nenhum indivíduo pode melhorar sua taxa de ganho mudando de mancha, mesmo que as qualidades dos habitats sejam distintas.
Em experimentos que testam as previsões propostas pela IFD, é comum que haja maior densidade de indivíduos no habitat menos lucrativo e uma escassez no habitat mais rico. Essa distribuição tem sido observada em espécies de insetos, peixes e aves. No entanto, modificações nos pressupostos originais têm sido feitas e são implementadas em experimentos envolvendo essa teoria.
A título de exemplo, um experimento  demonstrou essa violação da IFD em peixes espinhosos (stickleback). No estudo observou-se que os dados reais não estavam de acordo com as previsões da teoria: mais peixes tendiam a se dispersar no habitat com menos Daphnias (fonte de alimento procurada), enquanto o habitat com maior abundância apresentava escassez de forrageadores. Peixes ciclídeos  também demonstraram uma diferença sutil entre os números previstos e os observados na dispersão em relação aos recursos.
Kennedy e Gray  utilizaram a lei do emparelhamento (matching law), para reinterpretar resultados experimentais relacionados à Teoria do Habitat Ideal Livre (IFD). Essa lei, baseada em conceitos da Psicologia, descreve como os indivíduos distribuem seu comportamento entre diferentes opções com base na taxa de recompensa associada a cada uma. Segundo essa formulação, a proporção de respostas ou tempo direcionado a uma alternativa tende a corresponder à proporção de reforços (neste caso, recursos) obtidos nela. No entanto, o modelo clássico não considera custos ambientais como energia gasta no deslocamento ou o estado fisiológico dos indivíduos. Em contextos naturais, esses fatores podem fazer com que os organismos evitem áreas com alta disponibilidade de recursos caso estas apresentem riscos elevados, contrariando as previsões da matching law e da IFD. Para explicar essas discrepâncias, Kennedy e Gray adotaram medidas mais sensíveis, capazes de detectar desvios em relação ao emparelhamento estrito, e aplicaram análises baseadas na razão logarítmica entre indivíduos e recursos em diferentes patches. 
A forma clássica da lei do emparelhamento é expressa como:
{\displaystyle {\frac {B_{1}}{B_{2}}}={\frac {R_{1}}{R_{2}}}}
na qual  {\displaystyle B} (de behavior) refere-se ao comportamento, ou seja, a quantidade de respostas, tempo ou esforço direcionado a uma alternativa específica e  {\displaystyle R} (de reinforcement), ao reforço, ou seja, à quantidade de recompensa (ou recurso) obtida em cada alternativa.
ou, de forma proporcional:
{\displaystyle {\frac {B_{i}}{\sum B}}={\frac {R_{i}}{\sum R}}}
Para quantificar desvios do emparelhamento estrito, os autores utilizaram a versão logarítmica generalizada da lei:
{\displaystyle \log \left({\frac {B_{1}}{B_{2}}}\right)=a\cdot \log \left({\frac {R_{1}}{R_{2}}}\right)+\log b}
em que {\displaystyle a} representa a sensibilidade à taxa de reforço (com {\displaystyle a=1} indicando emparelhamento perfeito) e {\displaystyle b} representa viés comportamental entre as alternativas.
Versões modificadas da teoria, como o modelo generalizado de emparelhamento e os modelos sensíveis ao risco, foram propostas para incorporar fatores adicionais como viés, sensibilidade diferencial a reforços e custos ambientais. Esses modelos posteriores à IFD  também incorporaram um componente essencial negligenciado pela teoria clássica: o risco de predação; os quais reconhecem que os animais consideram sua probabilidade de sobrevivência ao utilizar um dado habitat. Nessa perspectiva, há um trade-off entre segurança e aquisição de recursos. A decisão ótima envolve, portanto, ponderar entre os benefícios, gastos energéticos e os custos associados ao aumento da exposição ao predador.

## Ecologia Teórica no Brasil
No Brasil, diversos programas de pesquisa tem ao menos parte de seus trabalhos voltados à Ecologia Teórica. Esse esforço é sintetizado, desde 2004, nos simpósios de ecologia teórica. Organizados por pesquisadores de várias universidades e com apoio de diversas instituições brasileiras, eles têm a finalidade de nortear o avanço da área e buscar temas relevantes para o país, como o funcionamento de ecossistemas perante as mudanças climáticas e a crise da biodiversidade. 

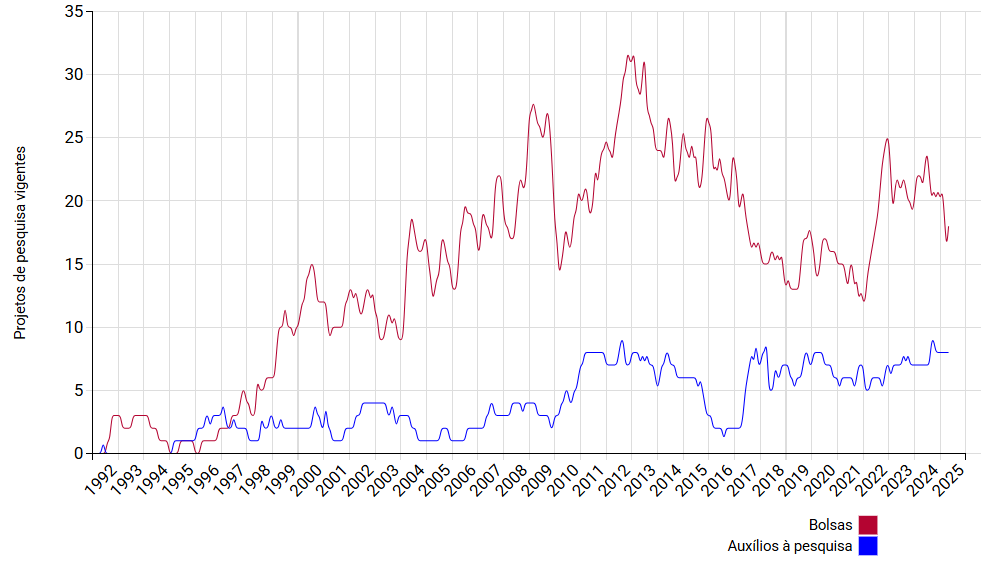
Projetos de pesquisa na subárea Ecologia Teórica financiados pela Fundação de Amparo à Pesquisa no Estado de São Paulo (FAPESP) por ano até a metade de 2025. Extraído de https://bv.fapesp.br/pt/area_conhecimento/181/ecologia-teorica/

Para as principais agências de fomento à pesquisa, como a Biblioteca Virtual da FAPESP e a Plataforma Lattes, a Ecologia Teórica se encontra como uma subárea do conhecimento, estando dentro das áreas de Ecologia e Ciências Biológicas. Dentre os principais grupos de pesquisa no Brasil que apresentam projetos relacionados a ela, podem ser mencionados: 
- Laboratório de Ecologia Teórica (IB/USP)
- Guimarães Lab (IB/USP)
- Laboratório de Síntese Ecológica (IB/USP)
- Laboratório de Ecologia e Evolução de Vertebrados do INPA ou Werneck Lab (INPA)
- Interações Ecológicas (UFPR)
- Laboratório Independente de Bioinformática e Reprodutibilidade em Ecologia
- Grupo de  Marcus Aloizio Martinez de Aguiar (IFI/UNICAMP)
- Grupo de Sistemas Dinâmicos (IFI/UNICAMP)
- Laboratório de Seleção Sexual e Interações Agonísticas (ICB/UFMG)
- Grupo de Roberto Kraenkel (IFT/UNESP)
- Laboratório de Biologia e Parasitologia de Mamíferos Silvestres Reservatórios (FIOCRUZ)